# Igreja Presbiteriana Bangladesh
Não confundir com a Igreja Presbiteriana de Bangladesh
A Igreja Presbiteriana Bangladesh ou Igreja Presbiteriana Bengalesa  (em Inglês Bangladesh Presbyterian Church ou BPC)  é uma denominação reformada conservadora e evangélica no Bangladesh. Foi organizada em 2015, em Daca, pelo Rev. Kyung-Yeop Lee, missionário enviado ao país pela Igreja Presbiteriana na Coreia (TongHap).

## História
As igrejas presbiterianas são oriundas da Reforma Protestante do século XVI. São as igrejas cristãs protestantes que aderem à teologia reformada e cuja forma de organização eclesiástica se caracteriza pelo governo de assembleia de presbíteros. O governo presbiteriano é comum nas igrejas protestantes que foram modeladas segundo a Reforma protestante suíça, notavelmente na Suíça, Escócia, Países Baixos, França e porções da Prússia, da Irlanda e, mais tarde, nos Estados Unidos.
Em 3 de janeiro de 1993, a Igreja Presbiteriana na Coreia (TongHap) enviou os missionários Kyung-Yeop Lee e Eun-Ok Song para Daca,  Bangladesh, com o propósito de plantar igrejas e desenvolver obras sociais.
Em 1994, o Rev. Moldol também visitou o país. Outros missionários enviados ao país posteriormente incluem: Kim Yong-Taek, Lee Kyung-Hee, Park Ji-Hoon, Kim Hyun-jung, Myung-Hee Eom, Seok-Ro Lee, Jin-Young Kim, Lee Cheol-Soo, Lee Goo, Jang Man-Young, Jeon Yuk-Yeop, Doo-Seok Hong, Chan-Kyung Park, Jeong Geum-Seok e Yang Kyung-Hee.
Os missionários construíram escolas e instituições de caridade e vários bengaleses se converteram ao presbiterianismo. Posteriormente, a denominação começou a treinar os nacionais convertidos para a liderança da própria igreja. Desde então, foram iniciadas as ordenações de pastores bengaleses.
A partir do crescimento da obra missionária, a nova denominação foi formalmente constituída em 2015, com o nome Igreja Presbiteriana Bangladesh.
Em 2017, a denominação tinha 13 igrejas, 20 pastores e administrava 19 escolas, com cerca de 1.800 alunos.

## Relações inter-eclesiásticas
A BPC é membro da Fraternidade Reformada Mundial, uma organização mundial que reúne igrejas reformadas conservadoras.